# Raffael Behounek
Raffael Behounek (Wenen, 16 april 1997) is een Oostenrijks voetballer die als centraal verdediger speelt. In juli 2023 tekende hij een contract bij Willem II, waar hij nog tot medio 2026 vast ligt.

## Clubcarrière
Raffael Behounek begon zijn carrière in de jeugd bij FC Stadlau, een club uit de hoofdstad Wenen. Halverwege het seizoen 2013/14 werd hij bij de hoofdmacht van de club gehaald. Hij debuteerde aldaar op 6 april 2014, in de uitwedstrijd tegen Gersthofer SV. Aan het begin van seizoen 2017/18 maakte hij de overstap naar het tweede elftal van SV Mattersburg. In zijn eerste jaar bij de club speelde hij alle wedstrijden en werd er gepromoveerd naar de Regionalliga Ost. In de eerste helft van 2018/19 speelde hij wederom alle wedstrijden mee, waarna hij in de winter voor een half jaar werd verhuurd aan SV Horn, hier speelde hij 15 wedstrijden de volledige 90 minuten.
In de voorbereiding van het daaropvolgend seizoen sloot hij aan bij het eerste elftal van SV Mattersburg, uitkomend in de Oostenrijkse Bundesliga. Hier maakte hij echter maar in 6 wedstrijden zijn opwachting waarna hij wederom bij het tweede elftal minuten maakte. Hij vertrok in februari 2020 naar tweededivisionist FC Wacker Innsbruck uit Innsbruck, waar hij de rest van het seizoen geen minuut meer miste. Daarna maakte hij begin 2020/21 transfervrij de overstap naar WSG Tirol, waar hij zou uitgroeien tot een vaste waarde bij de club in de Oostenrijkse Bundesliga. In de zomer van 2023 verliet hij Oostenrijk en tekende een contract bij Willem II in Tilburg.

### Statistieken
| Seizoen                       | Club             | Competitie       | Competitie | Competitie | Beker | Beker | Totaal | Totaal |
| Seizoen                       | Club             | Competitie       | Wed.       | Dlp.       | Wed.  | Dlp.  | Wed.   | Dlp.   |
| ----------------------------- | ---------------- | ---------------- | ---------- | ---------- | ----- | ----- | ------ | ------ |
| 2013/14                       | FC Stadlau       | Wiener Stadtliga | 7          | 1          | 0     | 0     | 7      | 1      |
| 2014/15                       | FC Stadlau       | Wiener Stadtliga | 17         | 2          | 2     | 0     | 19     | 2      |
| 2015/16                       | FC Stadlau       | Wiener Stadtliga | 30         | 0          | 3     | 1     | 33     | 1      |
| 2016/17                       | FC Stadlau       | Wiener Stadtliga | 27         | 1          | 1     | 0     | 28     | 1      |
| 2017/18                       | Mattersburg II   | Burgenlandliga   | 30         | 2          | 0     | 0     | 30     | 2      |
| 2018/19                       | Mattersburg II   | Regionalliga Ost | 16         | 0          | 0     | 0     | 16     | 0      |
| 2018/19                       | → SV Horn        | 2. Liga          | 15         | 0          | 0     | 0     | 15     | 0      |
| 2019/20                       | SV Mattersburg   | Bundesliga       | 6          | 0          | 2     | 0     | 8      | 0      |
| 2019/20                       | Mattersburg II   | Regionalliga Ost | 8          | 0          | 0     | 0     | 8      | 0      |
| 2019/20                       | Wacker Innsbruck | 2. Liga          | 12         | 0          | 0     | 0     | 12     | 0      |
| 2020/21                       | WSG Tirol        | Bundesliga       | 29         | 1          | 2     | 0     | 31     | 1      |
| 2021/22                       | WSG Tirol        | Bundesliga       | 30         | 2          | 3     | 0     | 33     | 2      |
| 2022/23                       | WSG Tirol        | Bundesliga       | 31         | 1          | 3     | 1     | 34     | 2      |
| 2023/24                       | WSG Tirol        | Bundesliga       | 0          | 0          | 1     | 0     | 1      | 0      |
| 2023/24                       | Willem II        | Eerste Divisie   | 37         | 2          | 1     | 0     | 38     | 2      |
| 2024/25                       | Willem II        | Eredivisie       | 18         | 1          | 2     | 1     | 20     | 2      |
| Carrièretotaal                | Carrièretotaal   | Carrièretotaal   | 313        | 13         | 20    | 3     | 333    | 16     |
| Bijgewerkt op 12 januari 2025 |                  |                  |            |            |       |       |        |        |

1 Didillon-Hödl ·
4 Schouten  ·
5 Sigurgeirsson ·
6 Lambert ·
7 Doodeman ·
8 Bosch ·
9 Vaesen ·
11 Kehrer ·
14 Sandra ·
15 Pivaš ·
16 Meerveld ·
17 Joosten ·
18 Bokila ·
19 Sylla ·
21 Fatah ·
22 Nizet ·
24 Van den Berg ·
25 Tirpan ·
27 Mathieu ·
30 Behounek ·
33 St. Jago ·
34 Lachkar ·
35 Razak ·
41 Schut ·
47 Veldman ·
48 Mathijsen ·
50 Van Loon ·
51 Van Aalst ·
52 De Leeuw ·
77 Kaygın ·
Coach: Aelbrecht (a.i.)
· Assistent-coach: Hellemons